# Concentration molaire
« Molarité » redirige ici. Ne pas confondre avec Molalité.
En physique, particulièrement en chimie, la concentration molaire, concentration en quantité de matière ou molarité, parfois taux molaire, d'une espèce chimique est sa quantité rapportée au volume total du mélange qui contient cette espèce. Elle est exprimée en moles par unité de volume,.
Cette notion est essentiellement utilisée pour des espèces en solution. La concentration molaire d'un soluté {\displaystyle X} est notée {\displaystyle c_{X}} ou {\displaystyle \left[X\right]}. Elle est définie par le rapport de la quantité {\displaystyle n_{X}} de soluté au volume {\displaystyle V} de solution :

## Unités
Dans le Système international, la concentration molaire s'exprime en moles par mètre cube (mol/m3 ou mol m−3), mais on utilise plus couramment les moles par litre (mol/l ou mol l−1) :
1 mol/l = 1 000 mol/m3
En chimie des solutions aqueuses, l'unité mol/l est souvent abrégée en M ; par exemple, une solution d'acide chlorhydrique de concentration 0,1 mol/l peut être étiquetée « HCl 0,1 M », même si cette notation utilisant le même symbole que la masse molaire n'est pas recommandée par l'IUPAC. On peut aussi parler de solution milli-, centi- ou décimolaire d'acide chlorhydrique ou encore d'acide chlorhydrique décimolaire.

## Grandeurs voisines

### Concentration moléculaire
La concentration molaire ne s'exprime pas directement en nombre d'entités élémentaires (atomes pour les espèces chimiques monoatomiques et molécules pour les espèces polyatomiques), qui serait peu pratique car requérant des nombres très élevés, mais en moles. Le nombre d'entités élémentaires {\displaystyle N} et le nombre de moles {\displaystyle n} sont liés par le nombre d'Avogadro {\displaystyle N_{\rm {A}}} (6,022 140 76 × 1023 molécules) : {\displaystyle N=n\cdot N_{\rm {A}}}.
Par exemple, une mole d'eau liquide à 25 °C occupe un volume de 0,018 l donc la concentration (molaire) de l'eau dans l'eau pure vaut 55,6 mol/l. Dans la vapeur d'eau à 100 °C sous 1 atm, ce même volume vaut 30,6 l donc la concentration de l'eau y est 0,033 mol/l, soit 1 700 fois moins que dans l'eau liquide. La concentration (moléculaire) est respectivement de 3,342 29 × 1025 et 1,842 78 × 1022 molécules d'eau par litre.

### Concentration massique
Il ne faut pas confondre la concentration molaire, en moles par unité de volume (ex. : mol/l) avec la concentration massique (notée {\displaystyle \rho _{X}} ou {\displaystyle \gamma _{X}}) en unité de masse par volume (ex. : g/l), désignée en physique comme la masse volumique en vrac ou apparente. En effet, les deux sont souvent désignées sous le simple terme « concentration », ce qui se comprend de par le contexte ou l'unité indiquée, mais cela porte parfois ambigüité.

### Molalité
La concentration molaire est parfois appelée « molarité », à ne pas confondre avec la « molalité », qui est la quantité de soluté rapportée à la masse de solvant dans une solution, exprimée en mole par kilogramme (mol kg−1).

## Applications
La notion de concentration molaire s'applique typiquement en chimie et biologie, aux constituants en solution, mais elle est également valable à l'état pur et dans les mélanges gazeux.
Dans les solutions ioniques, il existe souvent plusieurs espèces chimiques en équilibre. Par exemple, une solution d'un acide faible HA contient les espèces H+, A− et HA à cause de l'équilibre de dissociation HA ⇆ H+ + A−. La concentration (molaire) de la matière acide est alors :
cHA = [HA] + [A−],
c'est-à-dire la somme des concentrations de ses espèces chimiques dérivées. Ceci s'applique aux réactions d'ionisation, de complexation, d'oxydoréduction, etc.
Les concentrations sont très utilisées en chimie, notamment en analyse quantitative par volumétrie, cinétique chimique, et théorie des ions (théorie de Debye-Hückel).
En thermodynamique, on leur préfère les fractions molaires ou les molalités qui ont l'avantage d'être indépendantes de la température et de la pression.
En biochimie et biologie, les concentrations molaires sont aussi très utilisées, pour déduire les concentrations des produits de réaction, ou à l'inverse des réactants d'origine quand on dose les produits. 
Ainsi, avec une réaction A + 3 B → AB + B2, on utilise la stœchiométrie des éléments chimiques (proportion molaire des éléments entre réactants et produits) et/ou un bilan de masse. Une mole de A donnera 1 mole de AB, tandis que 1 mole de B2 sera issue de 3 moles de B. Une mole de AB contient 1 mole de A et 1 mole de B. À volume(s) initial et final connu(s), on peut calculer les concentrations molaires apparues ou disparues.
On parle de solutions équimolaires en composé X pour des solutions ayant la même concentration molaire en X, et de réaction équimolaire pour une réaction chimique qui fait réagir ses réactifs mole à mole (molécule à molécule ou espèce chimique à espèce chimique).
La quantité ou concentration (massique) de certains éléments étant déterminée notamment par des pesées, on utilise beaucoup la relation entre concentration massique ρi du soluté i de masse molaire Mi à sa concentration molaire ci
{\displaystyle \rho _{i}=c_{i}\cdot \mathrm {M} _{i}}.
Certaines méthodes de mesure donnent un accès direct à la concentration molaire c d'une substance. Dans la loi de Beer-Lambert, c est lié à l'absorbance (Aλ) à une longueur d'onde λ, à la longueur du trajet optique (ℓ) et à l'absorptivité molaire (ελ) propre à la substance à la longueur d'onde λ selon
{\displaystyle c={\frac {\mathrm {A} _{\lambda }}{\varepsilon _{\lambda }\cdot l}}}